# Edward Frederick Kelaart

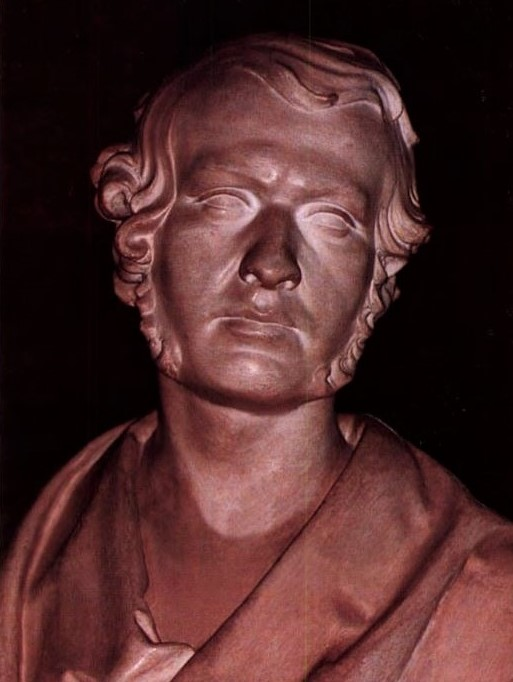
E. F. Kelaart (Büste, 1851)

Lieutenant Colonel Edward Frederick Kelaart (* 21. November 1819 in Colombo, Britisch-Ceylon; † 31. August 1860 auf See) war ein ceylonesischer Militärchirurg und Naturforscher. Er erstellte einige der ersten systematischen Studien aus der Region und beschrieb viele Pflanzen und Tiere aus Ceylon. Sein offizielles Autorenkürzel lautet „Kelaart“.  

## Leben und Werk

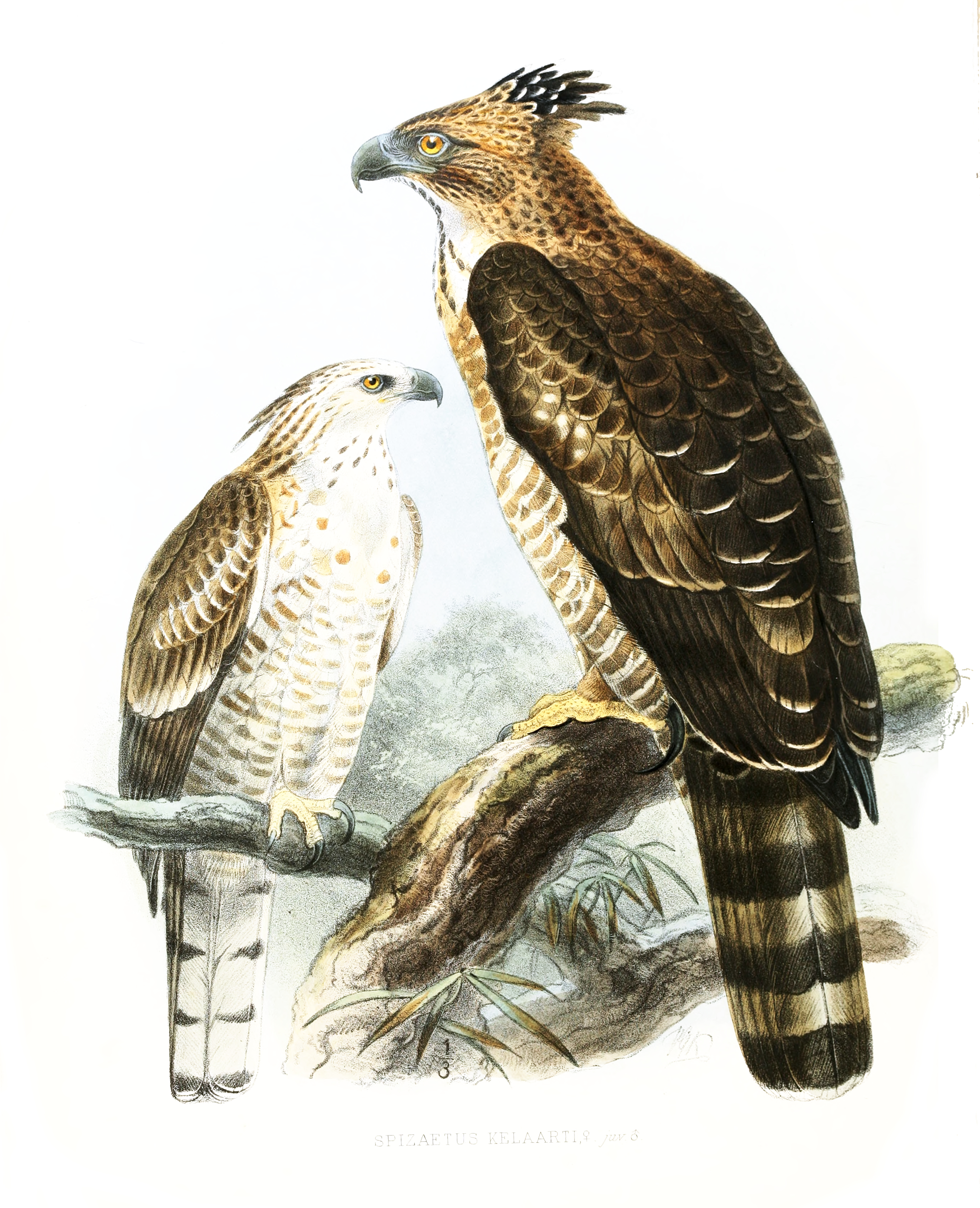
Der Ceylon-Haubenadler (Nisaetus kelaartii)

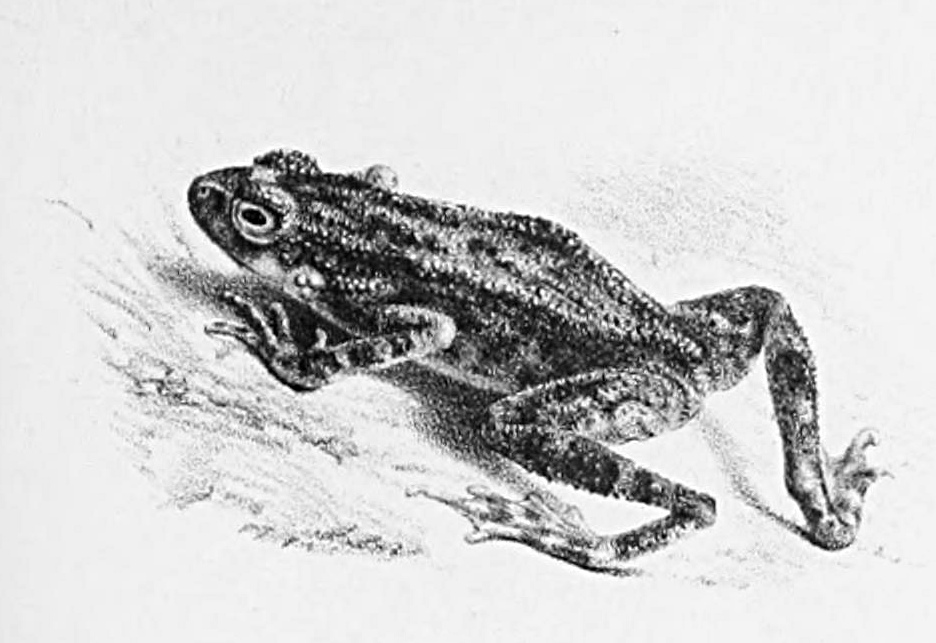
Die Krötenart Adenomus kelaartii

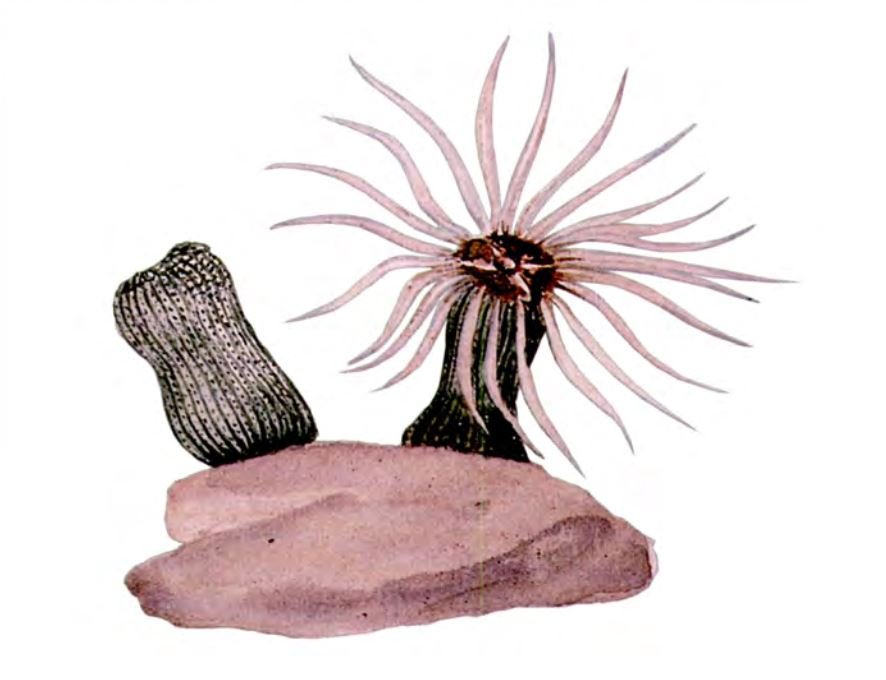
Actinia tranchellana, Zeichnung von E. F. Kelaart, Sammlung des Hancock Museum in Newcastle upon Tyne

Edward Kelaart wurde am 21. November 1819 in der ceylonesischen Hauptstadt Colombo geboren. Seine Vorfahren, die aus den Niederlanden und Deutschland stammten, hatten sich um 1726 auf der Insel niedergelassen. Er war der älteste Sohn von William Henry Kelaart und dessen Ehefrau Anna Johanna Fredrika, geb. Meyer. Sein Vater arbeitete als Apothekenassistent bei der Armee. Im Alter von 16 Jahren trat Edward als medizinischer Assistent in die Dienste der ceylonesischen Regierung. Zum Studium ging er 1838 nach Schottland an die University of Edinburgh. Dort erwarb er 1841 am Royal College of Surgeons einen Abschluss als MD und kehrte im selben Jahr nach Ceylon zurück. 
Als Militärchirurg im Range eines Staff Assistant Surgeon wurde er 1843 nach Gibraltar versetzt, wo er neben seiner Berufstätigkeit die Pflanzenwelt erforschte. Sein Werk Flora Calpensis, die Flora von Gibraltar, wurde 1845 veröffentlicht. Am 17. Februar 1846 wurde Kelaart mit Unterstützung des Botanikers Joseph Dalton Hooker und des Zoologen Ray Lankester zum Fellow der naturforschenden Gesellschaft Linnean Society of London gewählt. Er war auch Mitglied der Geological Society of London, obwohl er auf diesem Gebiet nicht veröffentlichte.
1848 kehrte er nach Ceylon zurück und begann dort mit systematischen Studien. 1852 wurde er zum Staff Surgeon befördert und bereiste ganz Ceylon. Insbesondere erforschte er die Berglandregion von Nuwara Eliya in der Zentralprovinz der Insel in Höhenlagen bis 1.900 m. Dort sammelte er zahlreiche Reptilien und sandte diese an den Zoologen und Museumskurator Edward Blyth.
Die Regierung von Ceylon ernannte Kelaart 1856 zum Naturalist to the Government of Ceylon. Seine erste Arbeit in dieser Funktion war das Studium der traditionellen Perlenfischerei. Seine taxonomischen Beiträge umfassten die Beschreibung von 16 Arten von Turbellaria, 22 Arten von Actiniaria und 63 Arten von Nudibranchia.
Im Jahr 1852 veröffentlichte Kelaart das Werk Prodromus faunæ zeylanicæ über die Wirbeltier-Fauna von Ceylon.
Kelaart wurde nur 40 Jahre alt. Er starb am 31. August 1860 an Bord des Dampfschiffs S.S. Ripon auf dem Weg nach England und wurde in Southampton begraben.

## Familie
In erster Ehe war Kelaart ab 1843 mit Frances Sophie Hussey „aus Staffordshire“ verheiratet. Eine zweite Ehe schloss er am 13. Mai 1851 in Trincomalee mit Elizabeth Nye. Sein ältester Sohn Gerald Talbot Kelaart wurde Offizier in der Royal Artillery.

## Ehrungen
Der Bildhauer Henry Weigall (1800–1882) fertigte 1851 eine Büste von Kelaart an. Sie befindet sich heute in der Bibliothek des Nationalmuseums von Sri Lanka in Colombo.
Zwei Vogelarten, die in Ceylon gefunden wurden, sind nach ihm benannt: Das Bergbronzemännchen (Lonchura kelaarti), eine Prachtfinkenart, und der Ceylon-Haubenadler (Nisaetus kelaarti). 
Der Name der ceylonesischen Unterart der Dschungelnachtschwalbe, Caprimulgus indicus kelaarti, bezieht sich ebenfalls auf Kelaart. Die heute nicht mehr gebräuchliche monotypische Gattungsbezeichnung Kelaartia für den Schmuckbülbül erinnerte ebenfalls an ihn. Die Krötenart Adenomus kelaartii und die Kelaart-Langkrallenspitzmaus (Feroculus feroculus) sind ebenfalls nach ihm benannt.

## Veröffentlichungen
- 1846: Flora calpensis; contributions to the botany and topography of Gibraltar, and its neighbourhood. (Digitalisat).
- 1852: Prodromus Faunæ Zeylanicæ; being Contributions to the Zoology of Ceylon. (Digitalisat).
- 1854: Descriptions of new or little-known species of Reptiles collected in Ceylon. In: Annals and Magazine of Natural History. Band 2, Nummer 13, S. 25–30 (Digitalisat).
- 1854: Catalogue of the Reptiles collected in Ceylon. In: Annals and Magazine of Natural History Nummer 13, S. 137–140 (Digitalisat).
- 1857: Introductory Report on the Natural History of the Pearl Oyster of Ceylon.
- 1859: Contributions to Marine Zoology; being descriptions of Ceylon Nudibranchiate Molluscs, Sea Anemones and Entozoa. Colombo.